# Liste der Liste der Königinnen
Die Liste der Liste der Königinnen listet Listen der Königinnen ehemaliger und bestehender europäischer Königreiche auf:
- Liste der Königinnen von Aragonien
- Liste der Königinnen von Belgien
- Liste der Königinnen von Frankreich
- Liste der Königinnen von Griechenland
- Liste der Königinnen Portugals
- Liste der Kurfürstinnen, Herzoginnen und Königinnen von Sachsen
- Liste der Königinnen von Schweden
- Liste der Königinnen von Spanien